# Bühler (Adelmannsfelden)
Bühler ist ein Dorf der Gemeinde Adelmannsfelden im Ostalbkreis in Baden-Württemberg.

## Beschreibung
Der Ort liegt etwa 2,5 Kilometer westlich von Adelsmannsfelden. Durch den Ort führt die Landstraße L 1071, von der die Kreisstraße K 3324 abzweigt.
Naturräumlich liegt der Ort in den zu den Schwäbisch-Fränkischen Waldbergen zählenden Ellwanger Bergen. Der Ort liegt leicht über dem Tal der Bühler, welches die Ellwanger Berge vom Naturraum Sulzbacher Wald trennt.

## Geschichte
Bühler wurde erstmals 1382 urkundlich erwähnt, als Eberhard von Bühler und seine Ehefrau Katharina von der Hefte Güter in Abtsgmünd und Neubronn verkauften. Die ritterliche Familie von Bühler, die den Ort in den frühen Jahren prägte, trat bis ins frühe 15. Jahrhundert als Eigentümer auf, bevor ihre Besitzungen an andere Adelsfamilien fielen.
Im 16. Jahrhundert teilten sich die Fürstpropstei Ellwangen, die von Hürnheim zu Wellstein und die Gutsherren von Adelmannsfelden die Rechte am Weiler. So wurde 1549 ein Vertrag geschlossen, der eine regelmäßige Abwechslung bei der Vergabe des Hirtenstabes zwischen den Herrschaften regelte. Der Anteil der Hürnheim ging 1587 in den Besitz des Kapitels Ellwangen über, das damit zuletzt den Großteil des Ortes kontrollierte. Adelmannsfelden behielt einen Hof und übernahm im Wechsel mit Ellwangen die Verwaltung des Ortes, wobei Ellwangen jeweils zwei Jahre und Adelmannsfelden ein Jahr die Gemeindeobrigkeit ausübte.
Eine katholische Sebastianskapelle, die um 1500 erbaut wurde, steht im Ort.